# Paweł Maria Sapieha
Pour les articles homonymes, voir Paweł Sapieha et Sapieha.
Paweł Maria Fryderyk Sapieha, né le 17 mai 1900 à Siedliska, mort en 1987 à Munich, est un prince polonais de la famille Sapieha, officier de l'armée de la deuxième république de Pologne (pl), lieutenant-colonel de l'armée des États-Unis, officier de contre-espionnage.

## Biographie
Il est le fils de Paweł Jan Piotr Sapieha et de Mathilda Windisch-Graetz.
Il participe à la guerre soviéto-polonaise, au cours de laquelle il est grièvement blessé à la bataille de Zamość (ru). En 1920, il est promu au grade de sous-lieutenant de la réserve de cavalerie.
Dans les années 1920, il étudie en France. De 1931 à 1936, il travaille dans la société de ses cousins Henckel von Donnersmarck en Haute-Silésie et vit avec sa famille dans le palais de Karluszowiec (pl) (aujourd'hui partie de la ville de Tarnowskie Góry). Il démissionne en 1936, en raison des tensions grandissantes entre la Pologne et l'Allemagne. À cette époque, il hérite de la propriété familiale de Siedliska.
En septembre 1939, avec sa famille, il se réfugie en France puis aux États-Unis et s'enrôle dans l'armée des États-Unis. À la fin de la Seconde Guerre mondiale, comme le reste de la famille Sapieha, il demeure à l'Ouest, poursuivant sa carrière militaire jusqu'en 1950. Il participe ainsi à la Guerre de Corée. Dans les années 1960, il fait partie des services de contre-espionnage américains à Athènes, avec le grade de lieutenant-colonel.
Le 3 mai 1977, il reçoit du président de la République de Pologne en exil, la Croix de Chevalier de l'Ordre Polonia Restituta.

## Mariage et descendance
En 1933, à Londres, Paweł Maria Sapieha épouse Virgilia Peterson (pl). Ils ont pour enfants:
- Maria Krystyna (pl)
- Mikołaj Fryderyk (pl) (1937-1995)